# 安福里
安福里是中華民國嘉義縣朴子市的一個里，東與德興里、大鄉里毗鄰，北與內厝里接壤，西與開元里、中正里相連，南與平和里相接，東北隔朴子溪與六腳鄉正義村相望，里名來自於莊廟安福宮，2005年有2635人，為朴子市公所和市民代表會所在地。